# Koinón de los macedonios
El Koinón de los macedonios (en griego antiguo Τὸ Κοινὸν Μακεδόνων/|Tó Koïnón Makedónôn), también conocido con la simple denominación los Macedonios (Οἱ Μακεδόνες/Oï Makedónes), designaba, en la Antigua Macedonia de la época real, la asamblea primaria de ciudadanos-soldados, institución muy diferente, consejo provincial cuyas atribuciones eran sobre todo religiosas.
La existencia de una asamblea conjunta de los macedonios y el alcance de sus competencias son temas controvertidos. Muchas de las fuentes literarias (Tito Livio, Polibio), y también epigráficas han demostrado la existencia de, distinto a la realeza, de los «Macedonios» o más bien de la «Comunidad de los Macedonios».
Dos dedicatorias de este koinón de los macedonios al rey Filipo V, una de la isla de Delos, y la otra de la de Samotracia, demuestran que se trataba de una institución política en parte completa, un cuerpo constituido que tenía su propia organización y acceso a las finanzas. Este último punto está confirmado por la existencia de series monetales acuñadas con el nombre de los macedonios y no del rey.
El examen de estas diferentes fuentes muestran que la Asamblea de los macedonios no era normalmente una asamblea militar, sino popular, que podía como otras asambleas griegas de este tipo, reunirse con armas o desarmados según las circunstancias (e. g. etolios, aqueos, espartanos).

## Una institución resultante de las reformas de Filipo II
El desarrollo del koinón, si no su creación, es casi seguro que fue obra de Filipo II, en la media que es una consecuencia directa de su reforma del ejército macedonio: con la creación de la falange macedonia, que llegó a ser de 30.000 hoplitas, gracias al aligeramiento del armamento defensivo (que era menos costoso), Filipo permitió a loa macedonios participar en la vida política del reino: desde entonces eran miembros de la asamblea de ciudadanos-soldados.
Con esta reforma Filipo creó una institución que hacía de contrapeso a los Compañeros (hetairoi), los miembros de las familias aristocráticas que representaban un peligro político constante para la dinastía reinante: también completó el desarrollo mediante la ampliación del cuerpo de los Compañeros, aumentado a 800, gracias a las generosas donaciones de nuevas tierras conquistadas durante su reinado, y creando un cuerpo equivalente de Compañeros a pie (pezhetairoi). Alejandro Magno prosiguió con esta política ampliando los términos de Compañeros y de Compañeros a pie, respectivamente al conjunto de la caballería pesada y al de la infantería pesada. Los macedonios adquirieron de esta forma los derechos políticos que hasta entonces habían estado reservados al círculo inmediato de los Compañeros próximos al rey.
la reforma explica la adhesión de los macedonios a Filipo y a su descendencia, hasta el 323 a. C. y años posteriores. La Asamblea del pueblo reequilibraba el peso de los compañeros. Se reunía al menos dos veces al año, en el comienzo de la estación militar en el mes de marzo (festividad de Jandica) y su finalización en octubre en la ciudad de Díon, además de las sesiones extraordinarias convocadas por el monarca.

## Competencias de la Asamblea

### Sucesión y regencia
El primer ámbito importante de intervención de la Asamblea era el de la sucesión real: los macedonios reunidos en asamblea proclamaban al nuevo rey; o bien reconociendo a un heredero ya designado, o bien procediendo a una verdadera elección. Alejandro fue aclamado rey por los macedonioes reunidos en asamblea en Egas inmediatamente después del asesinato de Filipo II en 336 a. C.; Filipo III Arrideo y Alejandro IV (los hijos in utero de Roxana) fueron proclamados reyes por el ejército de Asia según el compromiso aceptado por el Consejo y la caballería, por una parte, y la infantería por otra.
La soberanía, en última instancia, parece que pertenecía al pueblo y los protagonistas no lo olvidaban: en 323 a. C., Filipo Arrideo amenazó con renunciar a la realeza y desafió a la falange macedonia a elegir a alguien mejor que él.

### Penas capitales
La participación de la Asamblea era obligatoria: un rey no podía ejecutar a macedonio importante sin un proceso incoado ante aquella. Algunas excepciones registradas en las fuentes describen el escándalo subsiguiente.
Después de una investigación preliminar dirigida por el Consejo, el proceso tenía lugar ante la Asamblea mediante un procedimiento contradictorio (logos/antilogos), continuaba con una deliberación libre de la Asamblea, y concluía con la sentencia, que era votada a continuación por aclamación (como en Esparta). En cualquier momento, el monarca, que es el que presidía la asamblea, podía aplazar los debates: fue por ejemplo el caso de Casandro, durante el proceso de Olimpia en 316 a C.
Para los crimen|crímenes menores, que no comportaban la pena de muerte, el Consejo era el único órgano competente. El rey o el regente, podían cuando dictaban una sentencia en materia de disciplina militar (e.g. sedición de Opis en 324 a C., de Babilonia en 323 a C.) Estas sentencias a veces eran consideradas por los macedonios como abusos de poder.

### Política exterior
Las fuentes muestra a la Asamblea intervenir en otros casos: la declaración de guerra contra Casandro en el año 316 a. C., contra Eumenes de Cardia en 321 a. C., la decisión de no aplicar los planes de Alejandro Magno en 323 a. C.
- Datos: Q3198328